# Карсон (Ајова)
Карсон (енгл. Carson) град је у америчкој савезној држави Ајова. По попису становништва из 2010. у њему је живело 812 становника.

## Демографија
Према попису становништва из 2010. у граду је живело 812 становника, што је 144 (21,6%) становника више него 2000. године.
| Група             | 2000.       | 2010.       |
| Белци             | 662 (99,1%) | 787 (96,9%) |
| Афроамериканци    | 0 (0,0%)    | 0 (0,0%)    |
| Азијати           | 1 (0,1%)    | 1 (0,1%)    |
| Хиспаноамериканци | 0 (0,0%)    | 19 (2,3%)   |
| Укупно            | 668         | 812         |